# Štítnik (rzeka)
Štítnik – rzeka w południowej części środkowej Słowacji, prawy dopływ Sajó (w języku słowackim: Slaná) w zlewisku Morza Czarnego. Długość ok. 33 km. Powierzchnia dorzecza 230 km².
Źródła Štítnika znajdują się na wysokości 1240–1255 m n.p.m. na południowych zboczach szczytu Stolica w Rudawach Gemerskich. Štítnik płynie na południowy wschód, następnie na południe zachodnim skrajem Krasu Słowacko-Węgierskiego. Uchodzi do Sajó na wysokości 211 m n.p.m. koło wsi Plešivec
Zlewnia Štítnika obejmuje następujące regiony geograficzne: Stolické vrchy, Volovské vrchy, Revucká vrchovina, Kras Słowacki.

## Główne dopływy
Wzdłuż biegu rzeki kolejno są to:  (P – prawostronny, l – lewostronny)
- Jakuška P
- Lazárka P
- Čierny potok P
- Lehotský potok L
- Slavošovský potok P
- Zlatný potok L
- Rejdársky potok P
- Bredáčsky potok P
- Rakovec L
- Ochtinský potok P
- Dolinský potok L
- Banský potok P
- Hankovský potok L
- Roveň L
- Hončiansky potok L
- Kejda P
- Gočaltovský potok P